# 1. ŽNL Bjelovarsko-bilogorska 2006./07.
Ovaj članak je podtema članka: 5. rang HNL-a 2006./07.

1. ŽNL Bjelovarsko-bilogorska u sezoni 2006./07. je predstavljala ligu prvog stupnja županijske lige u Bjelovarsko-bilogorskoj županiji, te ligu petog stupnja hrvatskog nogometnog prvenstva. 
 
Sudjelovalo je 12 klubova, a ligu je osvojio "Kamen" iz Sirača. 

## Ljestvica
| mj. | klub                             | ut. | pob. | ner. | por. | gol+ | gol- | bod |
| --- | -------------------------------- | --- | ---- | ---- | ---- | ---- | ---- | --- |
| 1.  | Kamen Sirač                      | 22  | 15   | 3    | 4    | 71   | 25   | 48  |
| 2.  | Draganec (Gornji Draganec)       | 22  | 15   | 3    | 4    | 65   | 25   | 48  |
| 3.  | Hajduk Hercegovac                | 22  | 12   | 6    | 4    | 56   | 36   | 42  |
| 4.  | Ribar Končanica                  | 22  | 11   | 5    | 6    | 64   | 45   | 38  |
| 5.  | Rovišće                          | 22  | 10   | 6    | 6    | 58   | 51   | 36  |
| 6.  | Brestovac (Garešnički Brestovac) | 22  | 8    | 5    | 9    | 52   | 49   | 29  |
| 7.  | Bilogora Kapela                  | 22  | 7    | 6    | 9    | 45   | 55   | 27  |
| 8.  | BŠK Brezovac                     | 22  | 7    | 4    | 11   | 33   | 50   | 25  |
| 9.  | Bilogorac Veliko Trojstvo        | 22  | 5    | 4    | 13   | 33   | 63   | 19  |
| 10. | Lasta Gudovac                    | 22  | 5    | 4    | 13   | 33   | 57   | 19  |
| 11. | Ivanska                          | 22  | 4    | 7    | 11   | 35   | 66   | 19  |
| 12. | Dinamo Predavac                  | 22  | 5    | 3    | 14   | 25   | 48   | 18  |

## Rezultatska križaljka
| kratica | klub                             | BIL | BILOC | BRE | BŠK | DIN | DRA | HAJ | IVA | KAM | LAS | RIB | ROV |
| --- | -------------------------------- | --- | ----- | --- | --- | --- | --- | --- | --- | --- | --- | --- | --- |
| BIL | Bilogora Kapela                  |     |       |     |     |     |     |     |     |     |     |     |     |
| BILOC | Bilogorac Veliko Trojstvo        |     |       |     |     |     |     |     |     |     |     |     |     |
| BRE | Brestovac (Garešnički Brestovac) |     |       |     |     |     |     |     |     |     |     |     |     |
| BŠK | BŠK Brezovac                     |     |       |     |     |     |     |     |     |     |     |     |     |
| DIN | Dinamo Predavac                  |     |       |     |     |     |     |     |     |     |     |     |     |
| DRA | Draganec (Gornji Draganec)       |     |       |     |     |     |     |     |     |     |     |     |     |
| HAJ | Hajduk Hercegovac                |     |       |     |     |     |     |     |     |     |     |     |     |
| IVA | Ivanska                          |     |       |     |     |     |     |     |     |     |     |     |     |
| KAM | Kamen Sirač                      |     |       |     |     |     |     |     |     |     |     |     |     |
| LAS | Lasta Gudovac                    |     |       |     |     |     |     |     |     |     |     |     |     |
| RIB | Ribar Končanica                  |     |       |     |     |     |     |     |     |     |     |     |     |
| ROV | Rovišće                          |     |       |     |     |     |     |     |     |     |     |     |     |
| |                                  |     |       |     |     |     |     |     |     |     |     |     |     |
| podebljan rezultat - utakmice od 1. do 11. kola (1. utakmica između klubova) rezultat normalne debljine - utakmice od 12. do 22. kola (2. utakmica između klubova) rezultat nakošen - nije vidljiv redoslijed odigravanja međusobnih utakmica iz dostupnih izvora rezultat smanjen * - iz dostupnih izvora nije uočljiv domaćin susreta prekrižen rezultat - poništena ili brisana utakmica p - utakmica prekinuta 3:0 p.f. / 0:3 p.f. - rezultat 3:0 bez borbe n.i. - nije igrano |                                  |     |       |     |     |     |     |     |     |     |     |     |     |

 Izvori: 

## Vanjske poveznice
- nsbbz.hr, Nogometni savez Bjelovarsko-bilogorske županije